# Álvaro Obregón (Messico)
Álvaro Obregón è una municipalità dello stato di Michoacán, nel Messico centrale, il cui capoluogo è la località omonima.
La municipalità conta 20.913 abitanti (2010) e ha un'estensione di 159,44 km².
La località è dedicata a Álvaro Obregón, generale della rivoluzione.

## ALtri progetti
- Wikimedia Commons contiene immagini o altri file su Álvaro Obregón